# Мшанская, Ольга Феликсовна
Ольга Феликсовна Мша́нская (12 [24] декабря 1899, Москва, Российская империя — 1983, Ленинград, СССР) — советская оперная певица (меццо-сопрано) и педагог. Заслуженная артистка РСФСР (1939), заслуженный деятель искусств Бурятской АССР (1960).

## Биография
Родилась 12 (24 декабря) 1899 года. Пению обучалась у своей матери Н. Н. Соколовой-Мшанской, артистки Большого театра. 
В 1919 году дебютировала в Театре Совета рабочих депутатов (бывший Оперный театр Зимина). 
В 1920—1959 годах солистка ЛАТОБ имени С. М. Кирова.
У Мшанской был красивый сильный голос теплого тембра, хорошего наполнения, с ровными, «сглаженными» переходами из регистра в регистр. Её меццо — сопрано было высоким, она легко брала верхи, которые всегда хорошо звучали, но одновременно, благодаря прекрасной разработке голоса, имела контральтовые низы. Певица многогранного сценического дарования, высокой музыкальной культуры, с равным успехом выступала в партиях классического и советского репертуара. Гастролировала в Германии и Польше. 
С 1948 года — преподаватель, с 1962 года — доцент ЛГК имени Н. А. Римского-Корсакова. Среди учеников — Г. А. Туфтина.
Умерла в 1983 году. Похоронена в Санкт-Петербурге на Большеохтинском кладбище.
Дочь — Мшанская, Галина Евгеньевна (род 1935), жена О. В. Басилашвили.

## Оперные партии

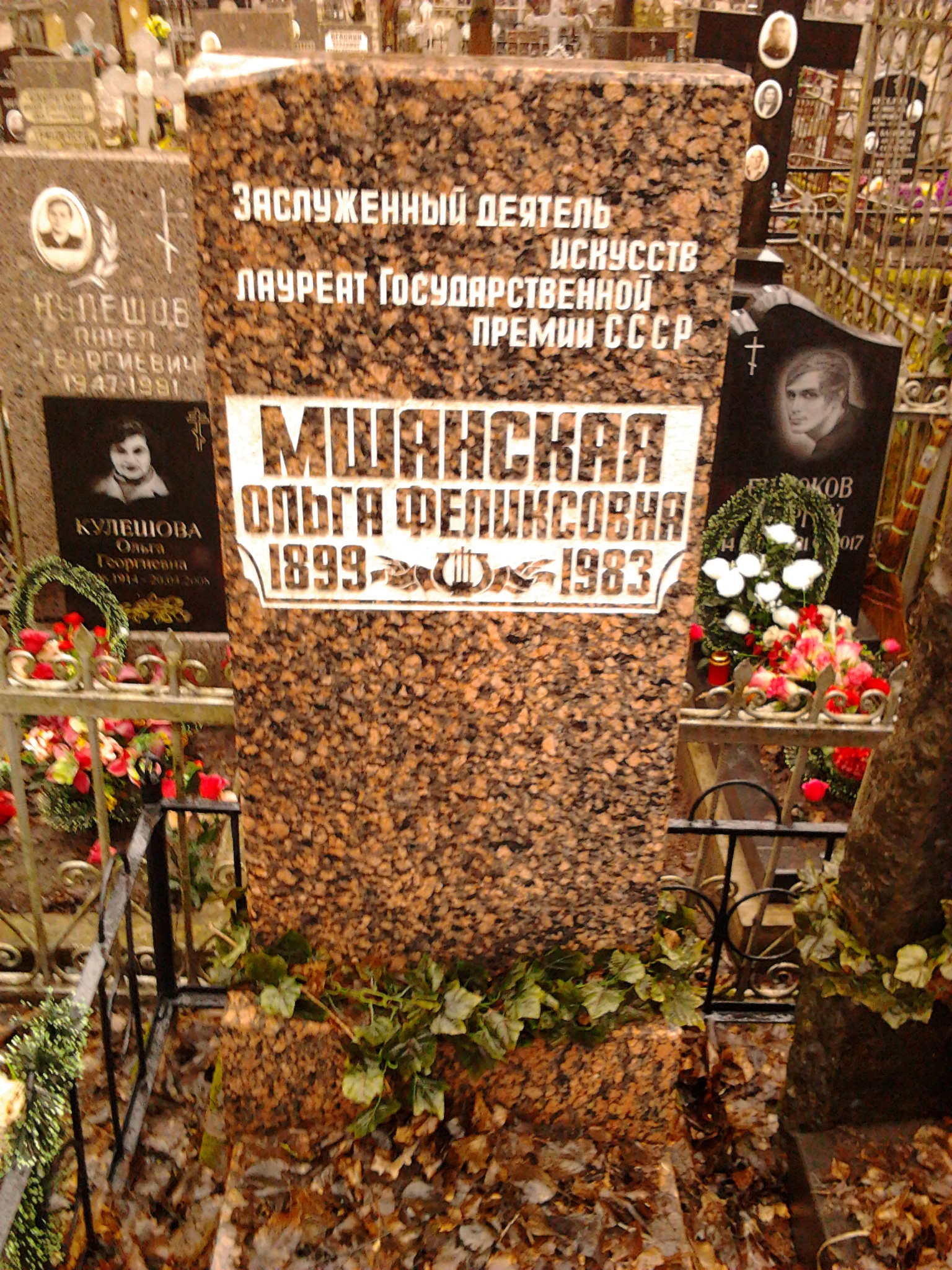
Надгробие О. Ф. Мшанской на Большеохтинском кладбище Санкт-Петербурга

- «Хованщина» М. П. Мусоргского — Марфа
- «Царская невеста» Н. А. Римского-Корсакова — Любаша
- «Снегурочка» Н. А. Римского-Корсакова — Лель
- «Руслан и Людмила» М. И. Глинки — Ратмир
- «Мазепа» П. И. Чайковского — Любовь
- «Чародейка» П. И. Чайковского — Княгиня
- «Борис Годунов» М. П. Мусоргского — Марина Мнишек
- «Аида» Дж. Верди — Амнерис
- «Кармен» Ж. Бизе — Кармен
- «Трубадур» Дж. Верди — Азучена
- «Лоэнгрин» Р. Вагнера — Ортруда
- «Вертер» Ж. Массне — Шарлотта
- «Саломея» Р. Штрауса — Иродиада
- «Русалка» А. Дворжака — Колдунья
- «Ночь перед Рождеством» Н. А. Римского-Корсакова — Солоха
- «В бурю» Т. Н. Хренникова — Аксинья
- «Семья Тараса» Д. Б. Кабалевского — Евфросинья
- «Мать» Т. Н. Хренникова — Ниловна
- «Орлиный бунт» А. Ф. Пащенко — Екатерина
- «Князь-озеро» И. И. Дзержинского — Степанида

## Награды и премии
- Заслуженная артистка РСФСР (1939)
- Заслуженный деятель искусств Бурятской АССР (1960)
- Сталинская премия второй степени (1951) — за исполнение партии Евфросиньи в оперном спектакле «Семья Тараса» Д. Б. Кабалевского на сцене ЛАТОБ имени С. М. Кирова (1950)